# Bulbophyllum erinaceum
Bulbophyllum erinaceum är en orkidéart som beskrevs av Rudolf Schlechter. Bulbophyllum erinaceum ingår i släktet Bulbophyllum och familjen orkidéer. Inga underarter finns listade i Catalogue of Life.